# Devolution (альбом De/Vision)
Devolution — седьмой студийный альбом немецкой группы De/Vision, вышедший в 2003 году.

## Об альбоме
Devolution присуще более электронное звучание, чем в двух предыдущих студийных альбомах. Альбом вышел в обычном и двухдисковом изданиях. На втором диске содержатся четыре ремикса на новые композиции. Также примечательно, что это первый альбом De/Vision, вышедший официально в России. Всего было отпечатано 1000 копий.

## Список композиций
| Основное издание | Ограниченное издание CD2 |
| --- | --- |
| 1. «Sadness» — 4:53 2. «When the World Disappeared» — 5:12 3. «Miss You More» — 4:21 4. «Drifting Sideways» — 4:28 5. «A New Dawn» — 5:58 6. «Far Too Deep» — 5:16 7. «Digital Dream» — 3:51 8. «You Say...» — 4:55 9. «Mary Jane» — 3:52 10. «The Day's Not Done» — 6:13 | 1. «Driting Sideways (T.O.Y.toburger Wald Mix) Remix - T.O.Y. 2. «Digital Dream (Mesh Classic Cupboard Cut) Remix - Mesh 3. «Sadness (The Sad Death of Mix) Remix - John Fryer 4. «The Day's Not Done (Telekommander Mix) Remix - Telekommander |

## Синглы с альбома

### Miss You More
«Miss You More» — промосингл группы De/Vision с альбома «Devolution». Вышел ограниченным тиражом.
Номер по каталогу: e-wave 018 

#### Список композиций
1. Miss You More (Radio Cut) (3:40)
2. Miss You More (Album Version) (4:21)

### Drifting Sideways
«Drifting Sideways» — сингл группы De/Vision с альбома «Devolution». Он увидел свет уже после выхода альбома. Его трек-лист практически совпадает американским релизом «Digital Dream». В США под названием «Drifting Sideways» лейбл «A Different Drum» выпустил в поддержку альбома «Devolution», ограниченным тиражом, совершенно иной вариант сингла.
Europe edition 
 Номер по каталогу: e-wave 019/828765 14042-3 

#### Список композиций (Europe edition)
1. Drifting Sideways (Radio Cut) (3:55)
2. Drifting Sideways (T.O.Y. Radio Edit) (3:32)
3. Digital Dream (Analogue At 46 Hz By Icon Of Coil) (5:50)
4. Drifting Sideways (Alternative Mix) (4:01)
5. Miss You More (Telekommander Mix) (5:20)
6. Wrench (Instrumental) (5:41)
7. Drifting Sideways (Phobotaxis Mix) (5:10)

US edition 
Номер по каталогу: ADDCD1165 

#### Список композиций (US edition)
1. Driting Sideways (T.O.Y.toburger Wald Mix) (3:57)
2. Drifting Sideways (Album Version) (4:29)
3. Miss You More (Radio Cut) (3:39)
4. Digital Dream (Mesh Classic Cupboard Cut) (5:50)
5. Digital Dream (Album Version) (3:51)

### Digital Dream
«Digital Dream» — сингл группы De/Vision с альбома «Devolution». Вышел в США на лейбле «A Different Drum». Однако его трек-лист и буклет практически полностью (за исключением одного трека и названия) совпадает с европейским релизом «Drifting Sideways». Этот замененный трек как раз ремикшировал наш российский диджей DJ RAM. Внутри буклета можно прочитать интересную надпись-благодарность: «Спасибо друзьям, фэнам и тем, кто с уважением относится к нашим авторским правам».
Номер по каталогу: ADDCD1165 

#### Список композиций
1. Digital Dream (Analogue At 64hz) (5:51)
2. Drifting Sideways (Radio Edit by T.O.Y.) (3:32)
3. Miss You More (Telekommander Mix) (5:20)
4. Drifting Sideways (Alternative Mix) (3:59)
5. Wrench (Instrumental) (5:41)
6. Drifting Sideways (Phobotaxis Mix) (5:08)
7. Digital Dream (DJ Ram's Electroclash Mix) (3:28)